# Dutch Clark
Earl Harry Clark, detto Dutch (Fowler, 11 ottobre 1906 – Cañon City, 5 agosto 1978), è stato un giocatore di football americano statunitense, inserito nella Pro Football Hall of Fame nel 1963.

## Carriera
Dutch Clark iniziò a giocare a football alle scuole superiori, al termine delle quali entrò alla University of Michigan, poi alla Nortwestern University, ma fu solo quando passò al Colorado College che tutte le sue qualità di atleta poliedrico vennero in luce. Si distinse infatti sia nel football che nel baseball, nella pallacanestro e nell'atletica leggera.
In un football non ancora specializzato, venne impiegato dall'allenatore di Colorado in diversi ruoli: quarterback, corridore, punter, linebacker, safety e punt returner.
Dopo l'università, Clark rimase fuori dal football per due anni, ma nel 1931 venne ingaggiato dai Portsmouth Spartans, con i quali avrebbe disputato due stagioni, ricoprendo i ruoli di quarterback, kicker e punter, in una squadra che, cosa non rara all'epoca, contava un organico di soli 16 giocatori.
Nel 1933 si dedicò all'allenamento, venendo ingaggiato da una scuola superiore del Colorado, ma l'anno successivo tornò al football giocato nella stessa squadra che aveva lasciato, che nel frattempo si era trasferita a Detroit e cambiato nome in Detroit Lions. Con i Lions giocò altre 5 stagioni, fungendo anche da capo allenatore nelle ultime due.

## Palmarès
Tra i riconoscimenti a livello individuale si ricordano:
- 6 convocazioni per il Pro Bowl, nel 1931, 1932 e ininterrottamente dal 1934 al 1937
- Inserito nella formazione ideale della NFL degli anni 1930
- Inserito nella formazione ideale del 100º anniversario della National Football League

## Statistiche
Le statistiche di Earl Clark sono estremamente varie, visti i diversi ruoli ricoperti:
- Passaggi tentati: 250
- Passaggi completati: 114
- Yard complessive passate: 1.507
- Touchdown lanciati: 11
- Intercetti subiti: 26
- Corse effettuate: 606
- Yard guadagnate su corsa: 2.772
- Touchdown realizzati su corsa: 36
- Passaggi ricevuti: 28
- Yards guadagnate su passaggio: 341
- Touchdown realizzati su passaggio: 6